# Live in Sydney
Live in Sydney är DVD utgivning av Kylie Minogues turné On a Night Like This Tour. Den var certifierade tre gånger platina i Australien.

## Låtlista
1. "Loveboat"
2. "Kookachoo"
3. "Hand on Your Heart"
4. "Put Yourself in My Place"
5. "On a Night Like This"
6. "Step Back in Time"/"Never Too Late"/"Wouldn't Change a Thing"/"Turn It into Love"/"Celebration"
7. "Can't Get You Out of My Head"
8. "Your Disco Needs You"
9. "I Should Be So Lucky"
10. "Better the Devil You Know"
11. "So Now Goodbye"
12. "Physical"
13. "Butterfly"
14. "Confide in Me"
15. "Kids"
16. "Shocked"
17. "Light Years"
18. "What Do I Have to Do?"
19. "Spinning Around"